# Cupa României 2007-2008
La Cupa României 2007-2008 è stata la 70ª edizione della coppa nazionale disputata tra il 25 settembre 2007 e il 10 maggio 2008 e conclusa con la vittoria del CFR Cluj, al suo primo titolo.

## Formula
La competizione si svolse ad eliminazione diretta in gara unica. Parteciparono le squadre delle serie inferiori e, a partire dai sedicesimi di finale, quelle della massima serie.

## Sedicesimi di finale
Gli incontri si disputarono tra il 25 e il 27 settembre 2007.
| Squadra 1                | Risultato | Squadra 2                     |
| ------------------------ | --------- | ----------------------------- |
| Prefabricate Modelu      | 0 - 3     | Politehnica Știința Timișoara |
| Jiul Petroșani           | 3 - 2     | FC Farul Constanța            |
| FC Drobeta Turnu-Severin | 1 - 3     | Ceahlăul Piatra-Neamț         |
| FC Săcele                | 0 - 3     | CFR Cluj                      |
| Concordia Chiajna        | 0 - 4     | Oțelul Galați                 |
| Mureșul Deva             | 2 - 3     | Politehnica Iași              |
| ACU Arad                 | 0 - 2     | Dacia Mioveni                 |
| Tricolorul Breaza        | 0 - 1     | Gloria Buzău                  |
| FC Baia Mare             | 1 - 4     | Unirea Urziceni               |
| Sănătatea Cluj-Napoca    | 1 - 0     | FCM UTA Arad                  |
| Universitatea Cluj       | 3 - 0     | FC Vaslui                     |
| FC Brașov                | 1 - 0     | Gloria Bistrița               |
| FCM Bacău                | 0 - 4     | Steaua București              |
| FCM II Bacău             | 0 - 3     | Rapid București               |
| Pandurii Târgu-Jiu       | 1 - 0 dts | Universitatea Craiova         |
| Progresul București      | 0 - 2     | Dinamo București              |

## Ottavi di finale
Gli incontri si disputarono il 5 e 6 dicembre 2007.
| Squadra 1             | Risultato | Squadra 2                     |
| --------------------- | --------- | ----------------------------- |
| Jiul Petroșani        | 0 - 1     | CFR Cluj                      |
| Dacia Mioveni         | 3 - 0     | Ceahlăul Piatra-Neamț         |
| Universitatea Cluj    | 0 - 2     | Pandurii Târgu-Jiu            |
| Gloria Buzău          | 5 - 3 rig | Politehnica Știința Timișoara |
| Sănătatea Cluj-Napoca | 0 - 4     | Dinamo București              |
| Politehnica Iași      | 0 - 3     | Rapid București               |
| FC Brașov             | 5 - 4 rig | Oțelul Galați                 |
| Unirea Urziceni       | 2 - 0     | Steaua București              |

## Quarti di finale
Gli incontri si disputarono il 27 e 28 febbraio 2008.
| Squadra 1          | Risultato | Squadra 2       |
| ------------------ | --------- | --------------- |
| Dacia Mioveni      | 1 - 0     | Dinamo Bucarest |
| Unirea Urziceni    | 1 - 0     | Rapid Bucarest  |
| Pandurii Târgu-Jiu | 2 - 3 rig | Gloria Buzău    |
| CFR Cluj           | 1 - 0 dts | FC Brașov       |

## Semifinale
Gli incontri si disputarono il 16 aprile 2008.
| Squadra 1     | Risultato | Squadra 2       |
| ------------- | --------- | --------------- |
| Dacia Mioveni | 0 - 3     | CFR Cluj        |
| Gloria Buzău  | 0 - 1     | Unirea Urziceni |

## Finale
La finale venne disputata il 10 maggio 2008 a Piatra Neamț.
| Arbitro: | Aurelian Bogaciu (Bucarest) |

|                                   |           |                        |
| Diego Ruiz 49’ António Semedo 64’ | Marcatori | 58’ Cristian Dănălache |